# 安德森 (加利福尼亚州)
安德森（英語：Anderson），是美国加利福尼亚州沙斯塔县下属的一座城市。建市于1956年1月16日，面积大约为6.37平方英里（16.5平方公里）。根据2010年美国人口普查，该市有人口9,932人。